# Стацюк Микола Арсентійович
Микола Арсентійович Стацюк (15 травня 1917, Хмельницька область — 23 березня 1976, Баку) — механік-водій танка Т-34 3-го танкового батальйону 108-ї танкової бригади 9-го танкового корпусу 1-го Білоруського фронту, старшина. Герой Радянського Союзу.

## Біографія
Народився 15 травня 1917 року у селі Заволк нині Летичівського району Хмельницької області у родині селянина. Росіянин. Член ВКП(б)/КПРС з 1945 року. Закінчив 7 класів. З 1936 року жив у Баку. Працював трактористом у нафтопромисловому управлінні «Леніннафта».
У 1938 році призваний до Червоної Армії та направлений у бронетанкові війська.
Учасник німецько-радянської війни з перших днів. Бойове хрещення отримав у бою під українським населеним пунктом Броди: екіпаж його танку підпалив чотири гітлерівських броньованих машини. Відступаючи з важкими боями, танкова частина, у якій служив Стацюк, наносила ворогові відчутних втрат. Тільки у бою у міста Золочів Микола зі своїм екіпажем знищив 10 ворожих автомашин з вантажем та до 150 гітлерівців. А за мужність проявлену у боях під Бобруйськом сміливий танкіст отримав свою першу бойову нагороду — орден Червоної Зірки.
Брав участь у боях під Харковом. У битві на Курській дузі лише в одному бою влітку 1943 року екіпаж Стацюка записав на свій рахунок гітлерівський танк «тигр», три ворожих гармати та десятки гітлерівських солдатів. Потім були бої за визволення України, Білорусі. Одним з перших він форсував річку Віслу. Відзначився на завершальному етапі війни у боях при форсуванні річки Одер.
29 січня 1945 року механік-водій танка старшина Стацюк у складі батальйону форсував річку Одер у районі населеного пункту Одерек. Танкова група відразу проскочила міст та вийшла на західний берег. Через декілька хвилин гітлерівці міст підірвали, і радянські танкісти виявилися відрізаними від основних сил. Захопивши вигідний рубіж танковий батальйон протягом 9 діб вів бій у тилу ворога, утримував позиції до підходу стрілецьких підрозділів. Лише екіпаж танка, у якому був старшина Стацюк, підбив у цій битві вісім німецьких танків, чотири гармати та знищив понад вісімдесяти фашистських солдатів та офіцерів.
Указом Президії Верховної Ради СРСР від 1 листопада 1943 року за зразкове виконання завдань командування та проявлені мужність та героїзм у боях з німецько-фашистськими загарбниками старшині Миколі Арсентійовичу Стацюку присвоєно звання Героя Радянського Союзу з врученням ордена Леніна та медалі «Золота Зірка».
Після війни повернувся до Баку. У 1948 закінчив Бакинський нафтовий технікум. Працював заступником начальника цеху підземного ремонту нафтопромислового управління «Азізбековнафта». Помер 23 березня 1976 року.
Нагороджений орденамі Леніна, Червоної Зірки, медалями.